# Бельгийско-германские отношения
Бельгийско-германские отношения — двусторонние дипломатические отношения между Бельгией и Германией. Протяжённость государственной границы между странами составляет 133 км.

## История
Территория современной Бельгии была частью Священной Римской империи германской нации вместе с Германией на протяжении многих столетий до конца XVIII века. Первым королем Бельгии (которая стала независимым государством в 1830 году) стал Леопольд I из немецкой Саксен-Кобург-Готской династии.
После окончания Первой мировой войны, согласно Версальскому договору (1919), территория Эйпен-Мальмеди с большинством немецкоязычного населения перешла в состав Бельгии (хотя она была нейтральным государством, но пережила германское вторжение). Данное территориальное изменение породило напряженность, усугубившуюся отказом Бельгии от финансовых обязательств по прусским долгам в переданных территориях и нарушением Германией в 1940 году бельгийского нейтралитета, гарантированного Лондонским договором 1839 года.
Во время Второй мировой войны Бельгия вновь заняла нейтралитет, но Германия осуществила вторжение и оккупировала эту территорию. После окончания Второй мировой войны Бельгия и ФРГ начали сотрудничать в создании европейских структур и институтов.
В начале XX веке бельгийская архитектура вдохновляла германских художников, в том числе Ролана Анхайсера, Луиджи Касимира и Эрнста Опплера. Некоторые германские города (например, Ханау и Кёльн) являются традиционными центрами бельгийской протестантской диаспоры. Немецкий язык вместе с фламандским и валлонским является одним из национальных языков Бельгии. Немецкоязычное сообщество Бельгии — самое маленькое из трёх политических сообществ Бельгии.

## Торговля
Германия продолжает оставаться крупнейшим торговым партнёром Бельгии. Бельгия, с другой стороны, является крупнейшим торговым партнером Германии. В 2016 году объём товарооборота между странами составил сумму 80 миллиардов евро. Антверпен является крупным торговым портом для Германии с точки зрения как импорта, так и экспорта. За последние десятилетия обе страны осуществили значительные прямые инвестиции в экономику друг друга. По состоянию на конец 2015 года прямые германские инвестиции в Бельгию составили чуть менее 42 миллиардов евро. Германия поддерживает инвестиционную индустрию в Антверпене и сборку автомобилей в Брюсселе. Многие другие германские предприятия также имеют филиалы в Бельгии.
В 2023 году объём двусторонней торговли между Бельгией и Германией достиг значительных показателей: экспорт Бельгии в Германию составил 60,8 млрд евро (основные товары — нефтяной газ 9,78 млрд евро, нефтепродукты 5,5 млрд евро и вакцины 4,24 млрд евро), что отражает роль страны как энергетического транзитного узла, а встречный экспорт Германии составил 56,1 млрд евро с преобладанием автомобилей (8 млрд евро), фармацевтической продукции (3,86 млрд евро) и автокомпонентов (2 млрд евро).
Торговая симметрия демонстрирует взаимодополняемость промышленных баз двух стран: порт Антверпена обслуживает немецкую обрабатывающую промышленность, а немецкие автопроизводители зависят от бельгийского химического экспорта, при этом за пятилетний период двусторонняя торговля росла на 3,65% ежегодно, опережая темпы роста германского экспорта в Бельгию (2,53%).

## Энергетика
Энергетическое сотрудничество между Бельгией и Германией значительно активизировалось после проведения двустороннего энергетического саммита в 2023 году, на котором страны договорились о создании трансграничной водородной сети к 2028 году и удвоении пропускной способности для транзита сжиженного природного газа. Совместная декларация, подписанная в феврале 2023 года, закрепила обязательства по развитию инфраструктуры для климатически нейтральных газов и строительству второго высоковольтного электрического интерконнектора. Данное партнерство направлено на достижение целей Европейского союза по углеродной нейтральности и обеспечение энергетической безопасности Германии через использование бельгийских терминалов СПГ в условиях санкций против России.

## Культура и образование
Институт Гёте в Брюсселе осуществляет культурную дипломатию, предоставляя курсы немецкого языка более чем 700 бельгийским школам и развивая академическое сотрудничество. Немецкий язык является третьим официальным языком Бельгии (на нём говорят 80 000 человек в восточной части страны), а такие инициативы, как ежегодная "Неделя немецкого языка", укрепляют языковые связи. Германо-бельгийско-люксембургская торговая палата, основанная в 1894 году, объединяет около 700 компаний-членов и предоставляет услуги по выходу на рынок и трансграничные юридические консультации.
Еврорегион Маас-Рейн (EMR), охватывающий территории Бельгии, Германии и Нидерландов, представляет собой пример практического трансграничного сотрудничества. Инициатива "Парк трёх стран" направлена на повышение климатической устойчивости через совместные стратегии управления водными ресурсами, особенно актуальные после катастрофических наводнений 2021 года. В июне 2024 года достигнут важный этап транспортной интеграции: запущен "Поезд трёх стран" (Drielandentrein), соединяющий Льеж, Маастрихт и Ахен регулярными рейсами с часовым интервалом, что устранило необходимость пересадок для 40 000 ежедневных трансграничных пассажиров.

## Дипломатическое сотрудничество
Германско-бельгийско-люксембургская парламентская группа поддерживает отношения между германским бундестагом и федеральным парламентом Бельгии. Председатель парламентской группы — Патрик Шнидер, а заместителями председателя являются: Даниэла де Риддер Катрин Вернер и Коринна Рюффер.

## Дипломатические представительства
У Бельгии есть посольство в Берлине, консульство в Кёльне и почётные консульства в Дуйсбурге, Франкфурте-на-Майне, Мюнхене, Ахене, Гамбурге, Штутгарте и Бремене. Германия имеет посольство в Брюсселе и почётные консульства в Льеже, Хасселте, Антверпене и Эйпене.